# M. Salgado
M. Salgado – portugalski rugbysta, pięciokrotny reprezentant Portugalii w rugby union mężczyzn. 
Jego pierwszym meczem w reprezentacji było spotkanie z Hiszpanią, które zostało rozegrane 31 marca 1968. Ostatni raz w reprezentacji zagrał 12 kwietnia 1970 z Maroka w Barreiro. 